# 4379 Snelling
4379 Snelling (1988 PT1) là một tiểu hành tinh vành đai chính được phát hiện ngày 13 tháng 8 năm 1988 bởi Carolyn S. Shoemaker ở Palomar.